# 自由意志主义政党列表
许多国家和地区的政治实体中都有自由意志主义政党，尽管这些政党都自称是信奉「自由意志主义」，但他们之间的意识形态相差较大。

## 按英文国家名称

### 澳大利亚
- 自由民主党（英语：Liberal Democratic Party (Australia)）

### 比利时
- 荷语人口常识党（英语：List Dedecker）（古典自由主义）

### 巴西
- 自由意志主义者（英语：Libertarians (Brazil)）

### 加拿大
- 不列颠哥伦比亚省自由党
- 安大略省自由党（英语：Freedom Party of Ontario）(客观主义)
- 加拿大自由意志党

### 哥斯达黎加
- 自由至上的运动（英语：Movimiento Libertario）（古典自由主义)

### 捷克
- 自由公民党
- 自由联盟-民主联盟（英语：Freedom Union–Democratic Union）

### 爱沙尼亚
- 爱沙尼亚改革党 (古典自由主义)

### 立陶宛
- 一起.左翼联盟  (民主社会主义)

### 法国
- 自由选择党（英语：Liberal Alternative）（古典自由主义）

### 德国
- 德国自由民主党（古典自由主义）[1]-尽管与自由意志主义者拥有类似的观点，但德国自民党不希望与建制派发生冲突，因此绝大部分人并不自称为自由意志主义者。

### 希腊
- 自由联盟 (希腊)（英语：Liberal Alliance (Greece)）（古典自由主义）

### 香港
- 自由党（经济自由主义，通常不被视为自由意志主义政党，但有人认为其很多观点持自由意志主义立场）

### 意大利
- 意大利激进党（英语：Italian Radicals）（左翼自由意志主义）
- 自由主义运动（英语：Libertarian Movement (Italy)）（无政府资本主义）

### 日本
- 自由联合党（日文:自由連合，主要为古典自由主义并有很多自由意志主义观点）
- 众人之党（日文:みんなの党）

### 荷兰
- 自由意志党

### 新西兰
- 新西兰行动党

### 挪威
- 自由人民党（英语：Liberal People's Party (Norway)）
- 进步党（往往被视为右翼民粹主义政党）[2]

### 波兰
- 共和国复兴－自由与希望联盟
- 现实政治联盟（往往被视为右翼民粹主义政党）

### 俄罗斯
- 俄罗斯自由意志主义运动（英语：Russian Libertarian Movement）（在2006年解散）
- 俄罗斯自由意志党

### 斯洛伐克
- 公民保守黨
- 自由和团结

### 西班牙
- 自由意志党（英语：Libertarian Party (Spain)）

### 瑞士
- 自民党.自由党（古典自由主义）
- 自由意志黨

### 英国
- 自由意志党（英语：Libertarian Party (UK)）[3][4]

### 美国
- 波士顿茶叶党
- 宪法党（在许多方面持自由意志主义立场）
- 杰斐逊共和党（古典自由主义）
- 自由意志党（世界上最大的自由意志主义倾向政党）
- 美国人民党
- 个人选择党

## 脚注
1. ↑  . . 芝加哥: 大英百科全书公司. 2007年.
2. ↑  Hans-George Betz (1993), "The New Politics of Resentment: Radical Right-Wing Populist Parties in Western Europe," Comparative Politics 25 (4): 413-27.
3. ↑  . Libertarian Party. 2008-01-01  [2007-01-07]. （原始内容存档于2021-05-07）.
4. ↑  . 英国选举委员会. 2008-01-01  [2007-01-07]. （原始内容存档于2007-11-30）.